# Капнист, Павел Алексеевич
Граф Па́вел Алексе́евич Капни́ст (27 июля [9 августа] 1842 — 20 октября [2 ноября] 1904) — русский чиновник, тайный советник (1888), сенатор из рода Капнистов.

## Биография
Родился 28 июля (9 августа) 1842 года в селе Вознесенское Золотоношского уезда Полтавской губернии в семье члена Союза Благоденствия Алексея Васильевича Капниста. В большой семье росли ещё трое сыновей (Дмитрий, Василий, Пётр) и две дочери (Александра и Мария). На 1882 год имел 1300 десятин земли в Полтавской губернии.
В 1865 году окончил юридический факультет Московского университета. На службе в министерстве юстиции — с 28 апреля 1865 года. Был товарищем прокурора окружного Орловского суда, затем занимал должность Киевского губернского прокурора, с 16 мая 1867 года по 21 июня 1868 года был в отставке. Позднее управлял канцелярией министерства юстиции (1874—1877), затем был прокурором Московской судебной палаты (1877—1880). С 1 апреля 1879 года — действительный статский советник.
В 1880—1895 годах был попечителем Московского учебного округа и Московского университета. С 26 февраля 1888 года — тайный советник; был награждён орденами Св. Станислава 1-й ст. (1884) и Св. Анны 1-й ст. (1892), имел французский орден Почётного легиона (командорский крест; 1893).
Председатель Комитета благотворительного Общества для пособия нуждающимся студентам (1880—1887).
В 1893—1896 годах — гласный Московской городской думы. С 14 июня 1895 года — сенатор. В конце жизни разорился и был вынужден продать всё своё имущество, включая родовое имение Обуховку. В отставке жил с женой в Ялте, на вилле брата Димитрия.
Умер 20 октября (2 ноября) 1904 года (или 19 октября). Похоронен на Аутском кладбище.

## Семья
Жена (с 7 февраля 1869 года; Москва) — Эмилия Алексеевна Лопухина (29.02.1848—10.09.1904), дочь Алексея Александровича Лопухина (1813—1872) от брака с княжной Варварой Александровной Оболенской (1819—1873). По отзыву современника, была женщина не глупая и отменно остроумная. Позировала оппозицию правительству. В Москве держала салон, где было оживленно, людно и весело, и посетители спокойно обменивались общественным мнением в либеральном духе. Умерла в Ялте от аневризмы сердца. Похоронена рядом с мужем на Аутском кладбище.
Дети:
- Алексей (1871—1918),
- Софья (1873—1880; утонула в Пселе во время прогулки с гувернанткой вдоль реки, берег осел под ее ногой и она упала в воду)[12][13]
- Дмитрий (1879—1926).